# 魔法少女隊アルス
『魔法少女隊アルス』（まほうしょうじょたいアルス、英語: Tweeny Witches）は、NHK教育の番組「天才ビットくん」の枠内で、2004年4月9日から2005年3月25日まで放送されていたテレビアニメ。

## 概要
雨宮慶太原作、STUDIO 4℃制作によるアニメーション作品。いわゆる魔法少女アニメに分類される作品ではあるが、一般的な魔法少女アニメが「魔法を使える少女が異世界から人間の住む現実世界に来る」「異世界からの力を授かって人間の少女が魔法を使う」という形式とは違い、「人間の少女が異世界へ飛ぶ」という形態をとっており、また異世界を舞台にしている関係上、物語もハイ・ファンタジーに限りなく近い形態となっている（魔法少女の項を参照）。
全般的なストーリーとしては魔法界での伝統や価値観の違いなど、ダーク・ファンタジー的な要素がクローズアップされており、子供向け番組には珍しく高度かつ濃密な内容である。しかし話の状況によっては若干内容が破綻していると見受けられる面も少なくない。これは映像面でも作画監督の違いによって若干統一性が見られないケースや、本放送時の放送形態の制約から映像の一部が見られないことによる情報伝達不足による。ただし前者は、アニメーターの個性の尊重や、昔のアニメの感じを出すために意図的に行われたということが、放送終了後に行われたスタッフのトークショーで明らかになっている。
また本作では、日本のテレビアニメでは珍しく、アフレコではなく、声優の声を先に収録してから画面作りを行なうアクターズ・レコーディング（アクレコ）を制作手法として取り入れている。
企画段階では実写での制作が検討されていた時期もあり、このことが後に雨宮と東北新社が組んだ特撮作品『牙狼-GARO-』の制作へとつながっている。

### 放送・DVD収録の形式
- 本放送は「天才ビットくん」の枠内9分弱で放送。時間は不定期。
- ただし、夏休み・冬休み等の時期に合わせて40分全て使って既放送分の総集編を放送。総集編では各回4話ずつ放送し、4話分の終了後エンディングも放送。総集編の間に「天才ビットくん」で大反響したコーナーが挿入される。
- DVDでは全40話、第1巻は4話、第2巻以降は各6話収録。
- なお、2007年7月16日から2007年12月12日までファミリー劇場にてDVD収録バージョンで放送されていた。
- 2007年12月27日から29日までNHK BS2のBS冬休みアニメ特選にて全40話を各回90分、全3回にまとめた総集編を放送した。
- 海外では、香港無綫電視明珠台で2007年4月3日より、また台湾、韓国アニマックスでも放送された。アニマックスでは1枠30分のため、2話ずつの放送となっている。
- 2018年7月8日には「お願い!編集長」にて冒頭5話が14年ぶりに再放送された。

### 放送版とDVD版の違いについて
放送版とDVD版の違いは次の2つ。
- 実際に作られたバージョンは16:9サイズ形式。DVDではそのまま収録されているが、放送上では4:3に合わせるため、両サイドをカットしている。これはビットくん本編の放送形態との兼ね合いもあり、デジタル教育（地上デジタル放送）でも4:3サイズのままである。
- DVDでは、本放送にはないプロローグおよびオープニングを収録し、プロローグ→オープニング→本編1→本編2→エンディング→予感（次回予告）と2話単位を1エピソードとして構成している。

## あらすじ
魔法に憧れる人間の少女アルスはある日、魔法界に迷い込む。アルスが百種の妖精を捕獲所から逃がした結果、魔法に必要な資源を失くした魔女界は大混乱に陥る。見張り番をしていたシーラとエバは罰として大人になれない魔法をかけられ、三人は魔法を解くため妖精をもう一度捕獲するように告げられる。
ハイドラが襲撃した後、妖精が逃げた秘密が漏れてしまう。魔族は禁断の黒魔法を発動するために必要な百種の妖精と真の魔導書を狙い、魔女界を攻撃するようになる。アルス一行は魔族の目的を知るため、謎の少年シグマの助けを借りて魔族界に潜入する。魔法界の命の源聖地を訪れたシーラは、魔法界が直に滅ぶこと、人間界への港が本当にあること、黒魔法で人間界を滅ぼし新天地に作り変えようと魔族の長グランデが企んでいることをシグマから知る。
シーラはアルスを眠らせ、人間界行きの船ルーデンス号に乗せる。アルスは友を助けるべく、自分の鏡を名乗る海賊レノンを連れて魔法界に戻る。

## 登場人物

### 魔法少女隊
アルス
声 - 小島幸子
本作の主人公。11歳。5年3組の小学生。魔法にあこがれる人間の少女。内心は父がいないことを寂しがっているが、明るく振舞い母のヨーコを支えている。5歳の誕生日に父から真の魔導書をもらった。
稲妻魔法に関してはシーラも認めるほどで、魔族を一撃で撃破しているが、アルス自身は魔法を武器にすることを嫌っている。四つ葉のクローバーがなければピスキーを見られないことを利用し、特殊捕獲部隊の魔の手をかわしたことから、ある程度は知恵も回る模様。
黒魔法を発動させたエバを救うため、人間界から甘栗を持ち帰る。異次元の天女の助けで人間界に帰還し、両親と再会した。
グランドマスターによると、アルスという名は人間界の言葉で「魔法」という意味とのこと。
シーラ
声 - 桑島法子
A地区の見習い魔女のリーダーであり、風紀取締役。12歳。やや男勝りなところがあり、一人称は「オレ」。優秀な魔女を尊敬しあこがれている真面目な優等生。
エバ
声 - 広橋涼
魔法は下手だが、心優しい見習い魔女。10歳。偶然の出会いからシーラとともにアルスと行動することに。周りに流されやすく、忘れっぽい性格でドジを踏むことも多い。家事が得意で、料理は大抵エバが作っている。終盤でグランデに騙され黒魔法を発動させてしまうが、光の魔法となったアルスによって救われる。
ドラゴン
声 - 楠見尚己、小島幸子（ミニ）
エバのドラゴン。ドラゴンハウスの下部から抜け出して本体を運ぶ。

### 魔女

#### 上層部
ガーナ / グランドマスター
声 - 来宮良子、朴璐美（ガーナ）
魔女界の最高権威者。二百年もの時を生きているが、その力は未だに衰えていない。
百種の妖精を逃がした罰として、シーラとエバに「大人になれない魔法」をかける。
アテリア
声 - 田中敦子
三賢者の一人。A地区と妖精捕獲所を司る。
魔女検定の際、石化魔法を使えなかったクーに人間界送りを宣告する。しかし、石化したアルスを元に戻した功績を見て、魔法界に留まることを認めた。
賢者になる前は兵士としてグランドマスターに仕え、魔族から真の魔導書を奪還すべくウィザードとともに出撃。その時に解放した囚人ジダンとの結婚を期に退役し、息子レノンを儲ける。人間と結婚することは魔女の間で禁忌とされているため、人里離れた村で家族と暮らしていたが、妻子の身を案じたジダンが幼いレノンを連れて逃げたことで幸せな暮らしは終わりを告げた。
長らく同胞への義務と家族への愛の間で葛藤しており、前者を選んだことを「権力欲しさに自分と父を捨てて保身に走った」と息子レノンに誤解され憎まれている。過去の罪を隠して権力を手に入れたことを同胞に告白し、息子を解放してもらう代わりにルーカに身を差し出す。怒れる同胞の手で自殺を試みるが、魔族兵に変装したジダンの手で救出される。ウィルの話を聞いて母が本当に卑劣な権力者ではなかったことを知った息子と和解し再び暮らすようになる。
最終回にて賢者としての地位を取り戻し、回復したグランドマスターや他の賢者とともに魔法界の再建に協力していることが示唆されている。
ミレスとミレティス
声 - 池田千草（ミレス）、小林由美子（ミレティス）
アテリアの付き人。黒い服を着ている方がミレスで、赤い服を着ている方がミレティス。
「天才ビットくん」の本編に出演しているFLIP-FLAPの2人がモデルとなっている。
プレサティーオ
声 - 京田尚子
三賢者の一人。
クレデーレ
声 - 藤生聖子
三賢者の一人。魔法界の滅亡が近づいた頃、人間界に逃げて生き延びようとするが、人間界行きの船に乗る前に倒れてしまう。

#### 敵役
特殊捕獲部隊
妖精を再び捕獲すべくアテリアの命令で結成された三人組。戦闘に特化した魔女で構成されている。
ネラブ
声 - 杉本ゆう
骨のような仮面をかぶった魔女。常に冷静沈着で、声を荒らげることはまれ。
バルヌ
声 - 本田貴子
金髪と褐色肌が特徴の魔女。甲高い声をしている。
ビリス
声 - 斉藤貴美子
目隠しをした魔女。しゃがれ声をしている。
トマ
声 - 本田貴子
「封印された心」に登場。強大な魔力を持ったがゆえに戦争を巻き起こした魔女。
地下の水晶に自らを封印した結果、その魂が二人の魔女に分かれ争う。封印が解かれた後はグランドマスターの命令でアテリアに仕えることになる。
黒トマ
トマに植え付けられた邪悪な心が形になったもの。
序盤で崖に落ちそうになったアルスを救った直後に姿を消す。見習い魔女達を騙して地下に誘い込み、人質として鏡に閉じ込める。アルスの魔力も盗み、それを返す条件として本体の封印を解くよう頼むが、シーラに止められる。自分が純粋な悪ではないことをアルスに指摘され、白トマと和解し本体の封印を解く。
白トマ
トマの良心が形になったもの。
氷の魔女
声 - 五十嵐麗
「氷の魔女と氷炎の竜」に登場。200年前にブリザード・フォレストに現れ、氷炎の魔竜として魔女を脅かす。世界を支配することを企み、大地のみならず敵をも凍らせた。
本編ではクネッケとトールも凍らせた後、ハナモモを太いつららで貫き身体を乗っ取る。脅迫する形でガーナを食らい、グランドマスターの支配下で最も強靭な魔女を取り込もうとするが、内側から動けなくされたことでブリザード・キャッスルの頂上に貫かれる。その直後に魔女の姿になって復活し、ガーナを封印しようとするが、ハナモモに身体を内側から焼かれる形でようやく倒された。

#### ガーナの仲間
「氷の魔女と氷炎の竜」に登場。氷の魔女を倒すよう先代のグランドマスターに命令された三人の魔女。
ハナモモ
声 - 小林沙苗
ガーナの義妹。亡き母の頼みからガーナと旅を共にする。氷の魔女に対峙したとき、太いつららに貫かれ、身体を乗っ取られる。
クネッケ
声 - 梅田貴公美
赤毛の女性。ブリザード・キャッスルに向かう途中で氷の魔女に凍らされ、ガーナを操る人質として利用される。
トール
声 - 外村晶子
色白の女性。氷の魔女と対峙したときに凍らされ、ガーナを操る人質として利用される。ガーナが氷の魔女に食べられた後、元通りになる。

#### 市民
クー
声 - 梅田貴公美
落ちこぼれの見習い魔女。16歳。祖母（声 - 田畑ゆり）と暮らしている。
魔女検定で石化魔法を使えず、アテリアから人間界送りを宣告される。しかし、石化したアルスを元に戻したことで、魔法界に留まることを認められた。
メノウ
声 - 安達忍
シーラの母。娘を捨てて魔族の夫と駆け落ちした。夫と別れた後、娘の誕生日を祝いにドラゴンハウスを訪れる。
上記のように離婚した身だが、シーラ曰くミッシュ村で暮らしている。

### 魔族

#### ウィザードキングダム
グランデ
声 - 中田譲治
魔族の長。黒魔法で人間界を滅ぼし、死にかけている魔法界から同胞を移すための新天地に作り変えることを企む。
一見仲間の安全を考慮しているかのように振る舞うが、その本性はこの世を我が意のままにと望む暴君に過ぎず、魔法を未だに使う魔族の分派・ウィザードの迫害を続けている。かつて計画に反対したシグマの父を目の前で殺したため、シグマが密かに軍に背くきっかけとなっている。
シグマ
声 - 吉野裕之
預言者の息子で、魔族軍の偵察兵。幼い頃、グランデの計画に反対した父を目の前で丸ごと呑み込まれる形で惨殺されている。真の目的は救世主に父の預言を成就させることであり、グランデには従うふりをしていただけに過ぎない。
真の魔導書と魔女を狙い、案内人としてアルス達に近づく。一行を騙した後、シーラを黒魔法発動に必要な魔女として軍部に渡すが、シーラに欺かれたことを見抜けず投獄される。同房者・ジダンの正体を軍部にばらし、裏切ったふりをして脱出を試みるが、上司に名誉挽回のチャンスを拒まれる。ジダンとの脱出は後に成功し、ウィザードキングダムが崩壊するなかアルスを救出する。

ジェスター
声 - 岩崎ひろし
「ドラゴンハウスの秘密」に登場。マジカの父。魔女界を滅ぼすコンピュータープログラムを作った張本人。

#### ウィザード
ウィル
声 - 山野史人
年老いたウィザード。ニトの祖父。過去にジダンと幼いレノンを人間界行きの船に乗せた。

### その他
ヨーコ
声 - 日野由利加
ジダンの後妻でアルスの母。娘からは「ヨーコさん」と呼ばれている。
ジダン
声 - 谷昌樹
クロウ像の調査をしていた考古学者。レノンとアルスの父。娘・アルスが5歳の頃に旅に出ており、行方がわからない。「思う心があれば魔法は使える」「魔法は人を幸せにするもの」という信条をアルスに教えた。
クロウ像の謎を解いた後に遺跡の穴に落ち、魔法界で目を覚ます。人間を恐れたグランデによって問答無用で投獄されたが、当時兵士だったアテリアの手で解放された。やがてアテリアと恋に落ち、人里離れた地で息子レノンと幸せに暮らす。アテリアが真の魔導書をグランドマスターに渡そうと決意したとき、伝統を重んじる魔女界で人間は暮らせないと知った上で息子を置いていくよう頼む。アテリアの魔法が再び武器にされること、そして黒魔法の発動を避けるため、14年前に真の魔導書を盗む。その後、幼いレノンを連れてウィルのもとを訪れ、人間界行きの船に乗る。ジダン自身は無事人間界に辿り着いたが、途中衝突事故でレノンとはぐれてしまった。
その後、ヨーコと結婚し、娘アルスをもうける。アルスが5歳の誕生日を迎えた頃に真の魔導書を託した後、息子を捜すため再び魔法界を訪れるが、6年もの間ウィザードキングダムに幽閉されていた。
同房者・シグマの助けで脱獄し、アテリアの身代わりとしてルーカの兵士たちに身を差し出し行方をくらます。最終話にて生き延びて人間界に帰ったことが明らかになる。
レノン
声 - 泰勇気
異次元の海に住む海賊魔女。アルスの鏡を自称する。ルーデンス号を襲撃した際アルスに倒され、その後ドラゴンハウスで彼女を含む魔法少女隊と同居するようになる。
本格的に初登場した時点で既に病で床に臥せる身であり、アルスの前に幻として現れルーデンス号を脅した仮面の人物は魔法で動く木偶人形に過ぎない。また、中性的な姿をしているが実際には女装の少年である。
その正体はジダンとアテリアの息子であり、アルスとは腹違いの兄に当たる。両親が禁忌に背いて生まれた身であるため、家族の身を案じた父の手で幼い頃人間界行きの船に乗せられたが、衝突事故で異次元の海に落ちてしまい、14年もの時を孤独に過ごす。
「権力欲しさに自分と父を捨てて保身に走った」という誤解からアテリアを憎んでおり、再会したときには母を殺そうとしてアルスに止められている。アテリアが過去の罪を民衆に告白し自分の身代わりになった後、母が本当に卑劣な権力者ではなかったことをウィルの話から知り彼女への仕打ちを後悔する。アルスが真の魔導書をグランデに差し出した後、母と再び暮らすようになる。
アルスが甘栗を取りに人間界に行く際には異次元の天女に捕まらないよう警告する。アルスが人間界に帰還した後、魔法界の再建に協力していることが示唆されている。

## 用語

### 魔法
魔法
妖精の体の一部を触媒とし、呪文を唱えることで発動する技。呪文は数字の羅列で構成され、発音はギリシア数字に相当するものとされるが、語呂合わせをしても魔法は使える。ただし、呪文を唱える必要のないもの（グリフォンの羽根をつけたほうきによる飛行魔法）、妖精ではなく魔女の持つ肉体的要素を触媒として使うもの（魔女の長い髪を触媒とする石化解除魔法）、魔女ではなく妖精自身が唱える魔法（エクーの「大切なものと引き換えに子供の願いを一つだけ叶える」魔法）といった例外がある。
幻覚魔法
幻を見せる魔法。ピスキーの牙を触媒とする。呪文は「0141963215」で、アルスの語呂合わせでは「オイシイクロミツイチゴ」と唱える。
石化魔法
物を石に変える魔法。キュロプスのへそのゴマを触媒とする。呪文は「80588109696」で、アルスの語呂合わせでは「ヤマゴヤハイレグロックンロール」と唱える。
黒魔法
全てを無に還す禁断の闇の魔法。人間界さえも滅ぼせるほどの威力を持つ。絶望、不信、憎悪といった感情を力にし、人々に絶望をもたらす。真の魔導書、100種の妖精、そして心に闇を持つ魔女が揃うことで発動する。
光の魔法
黒魔法に唯一対抗できる伝説の魔法。救世主と呼ばれた魔女が魔法界を創生するのに使ったと預言書に伝えられる。
真の魔道書
魔女の使える魔法を全て記した唯一の魔導書。本編の重要なファクターとなるアイテム。これを持っている事であらゆる魔法が使えるようになる。黒魔法発動を避けるためにジダンが14年前に魔法界から持ち去り、幼いアルスに託していた。

### 種族
魔女 / 魔族
魔法界に住む、人間にそっくりの姿をした種族。女性は魔女、男性は魔族と呼ばれる。背中には羽の跡があり、先祖がかつて翼で空を飛んでいた証となっている。
子どもは娘であれば魔女界、息子であれば魔族界に引き取られる。息子を生んだ魔女は夫とともに魔族界に住む。
ウィザード
魔法を未だ使い続けている伝統的な魔族から成り立つ少数民族。ウィザードキングダムと異なり、黒、赤、青、茶色など色に富んだ服を着ている。
ウィザードキングダムの建国以来砂漠に追い出され、強制居住区としてミッシュ村に住まわされている。ウィザードを滅ぼそうとする軍部の攻撃で伝統が途絶えつつあり、人口もグランデ一派の魔族と比べれば少ない。光の魔法を絶やさないため、200年もの間ウィザードキングダムと戦い続けている。
妖精
魔法界に住む不思議な生き物。種類は合計100種であり、「妖精」と一口に言ってもその特徴は多種多様。身体の一部は魔法を使うために必要な触媒となるため、魔女界には妖精捕獲所がある。
ミーナ
声 - あかり
第1話に登場。アルスが魔法界で最初に出会った妖精。ネジの付いた、縫った跡のある桃色のぬいぐるみのような姿をしている。
エクー
声 - 檀臣幸
第4話に登場。大切なものと引き換えに子どもの願いを一度だけ叶える妖精。主に砂浜に生息し、独特のにおいがする。縫った跡のあるぬいぐるみのような姿をしている。
イグニス
第5話に登場。橙色の毛をした犬のような姿をしている。毛は火の球の魔法を使うために必要な触媒となる。
グリフォン
第6話に登場。羽根は飛行魔法を使うために必要な触媒となる。
ピスキー
第7話および第8話に登場。四つ葉のクローバーを頭につけている者にだけ姿が見える。善人には良いこと、悪人にはいたずらをして困らせる傾向があるとされる。牙は幻覚魔法を使うために必要な触媒となる。
ハイドラ
声 - 朝倉栄介
第9話および第10話に登場。魔女検定が行われた頃、町に襲いかかってきた妖精。姿形は紫色のどろどろした水でできた巨大なかたつむりに似ている。

### 地域
魔女界
未婚の魔女および娘のいる魔女が暮らす国。グランドマスターと三賢者によって支配されている。住民はとんがり帽子をかぶり、黒を基調とした服を着ている。
魔女が魔法を使えるという伝統を守るため、見習い魔女を対象に魔女検定を行っている。16歳でこれに合格しなかった場合、人間界送りにされる。人間界に行けず、どの役職にも就けなかった成人魔女はお山の向こうの魔族界で魔族と結婚し、魔法が使えなくなる。子持ちのメノウやアテリアが未だ魔法を使えることや、ウィザードキングダムの様子から、これは軍部の検閲によるものと暗示されている。娘が生まれた場合は夫から離れて魔女界で暮らすが、息子が生まれた場合は夫とともに魔族界で暮らす。
ウィッチヘブン
魔女界の中枢。グランドマスターの張った結界で守られており、侵入者を寄せ付けない。
禁断の森
アルスが魔法界で最初に訪れた場所。
魔族界
魔族および息子のいる魔女が暮らす国。軍部によって支配されている。
ウィザードキングダム
魔族界の中枢。魔法の代わりに科学技術を生活の基盤とした新政権。住民は白、灰色、黄色を基調とした服を着ている。魔法関係の物事は公共で検閲されているらしく、魔法や妖精についてアルスが話をしているのを聞いた警察がどういうことかを尋ねる描写がある。
ハイドラが町を襲った事件の後、妖精がウィッチヘブンから逃げたことを知った軍部が妖精を狙うようになる。
ミッシュ村
ウィザードが砂漠で暮らす強制居住区。
聖地
魔法界の命の源。人々が魔法や科学の資源を取りすぎたことで枯渇しており、魔力の衰えとともに魔法界が滅びつつある原因となっている。

## スタッフ
- 企画 - 東北新社
- 企画・原作 - 雨宮慶太
- 監督 - 芦野芳晴
- シリーズ構成・脚本 - 小原信治
- キャラクターデザイン・世界観デザイン - 中山大輔
- 色彩設計 - 鷲田知子
- CGI監修 - 斉藤亜規子
- CGI監督 - 伊藤真由、坂本拓馬
- 撮影監督 - 五関寿
- 音響監督 - 三好慶一郎
- 音響制作 - 東北新社
- 音楽 - 寺嶋民哉
- 音楽プロデューサー - 田中照久
- 音楽制作 - レントラックジャパン、電通ミュージック・アンド・エンタテインメント、インスパイア・ホールディングス
- ラインプロデューサー - 米森裕人
- アニメーションプロデューサー - 田中栄子、笠木浩
- プロデューサー - 田中渉、鶴崎りか、横山真二郎、服部洋之、田中信作
- エグゼクティブプロデューサー - 二宮清隆、島本雄二、田中栄子
- アニメーション制作 - STUDIO 4℃
- 制作 - 総合ビジョン
- 製作 - 魔法少女隊Project（東北新社、電通、Beyond C.）

## 主題歌
オープニングテーマ「アルス ～メインテーマ～」
作曲 - 寺嶋民哉 （レントラックジャパン）
エンディングテーマ「DuDiDuWa*lalala」
作詞 - KOTOKO / 作曲 - 中坪淳彦、KOTOKO / 編曲 - 中坪淳彦 / 歌 - KOTOKO（ジェネオンエンタテインメント）

## 各話リスト
| 話数       | サブタイトル       | 絵コンテ          | 演出         | 作画監督     | 美術監督 | 放送日        |
| ---------- | ------------------ | ----------------- | ------------ | ------------ | -------- | ------------- |
| Destiny 1  | 魔女の国           | 芦野芳晴 青木康浩 | 芦野芳晴     | 芦野芳晴     | 東潤一   | 2004年 4月9日 |
| Destiny 2  | 百匹の妖精         | 青木康浩          | 青木康浩     | 青木康浩     | 東潤一   | 4月16日       |
| Destiny 3  | 魔法のホーキ       | 久保まさひこ      | 久保まさひこ | 久保まさひこ | 東潤一   | 4月23日       |
| Destiny 4  | 妖精エクー         | 清水保行          | 清水保行     | 清水保行     | 東潤一   | 4月30日       |
| Destiny 5  | 魔導書             | 吉田徹            | 吉田徹       | 吉田徹       | 東潤一   | 5月7日        |
| Destiny 6  | グリフォンの羽根   | 青木康浩          | 中山大輔     | 山口賢一     | 東潤一   | 5月14日       |
| Destiny 7  | ピスキーの牙       | 芦野芳晴          | 芦野芳晴     | 野村和也     | 東潤一   | 5月21日       |
| Destiny 8  | 旅立ちの港         | 青木康浩          | 青木康浩     | 青木康浩     | 東潤一   | 5月28日       |
| Destiny 9  | 魔女検定           | 清水保行          | 清水保行     | 清水保行     | 勝井和子 | 6月4日        |
| Destiny 10 | ハイドラの襲撃     | 古屋勝悟          | 古屋勝悟     | 関口英樹     | 勝井和子 | 6月11日       |
| Destiny 11 | 魔女の伝統         | 久保正彦          | 久保正彦     | 野村和也     | 勝井和子 | 6月18日       |
| Destiny 12 | ハッピーバースデー | 片渕須直          | 吉田徹       | 吉田徹       | 勝井和子 | 6月25日       |
| Destiny 13 | 魔族シグマ         | 古屋勝悟          | 古屋勝悟     | 山口賢一     | 勝井和子 | 7月2日        |
| Destiny 14 | シーラの迷い       | 青木康浩          | 青木康浩     | 青木康浩     | 勝井和子 | 7月9日        |
| Destiny 15 | 呪われた魔法       | 吉田徹            | 吉田徹       | 吉田徹       | 勝井和子 | 7月16日       |
| Destiny 16 | エバの勇気         | 芦野芳晴          | 安藤裕章     | 関口英樹     | 勝井和子 | 7月23日       |
| Destiny 17 | 潜入!魔族界        | 清水保行          | 末永宏一     | 末永宏一     | 勝井和子 | 9月3日        |
| Destiny 18 | 真のウィザード     | 青木康浩          | 吉田徹       | 吉田徹       | 勝井和子 | 9月10日       |
| Destiny 19 | 絶体絶命           | 吉田徹            | 芦野芳晴     | 田村晃       | 勝井和子 | 9月17日       |
| Destiny 20 | 魔法少女隊         | 青木康浩          | 青木康浩     | 青木康浩     | 勝井和子 | 9月24日       |
| Destiny 21 | 異次元の海         | 古屋勝悟          | 古屋勝悟     | 古屋勝悟     | 勝井和子 | 10月1日       |
| Destiny 22 | 海賊レノン         | 安藤裕章          | 安藤裕章     | 野村和也     | 勝井和子 | 10月8日       |
| Destiny 23 | 裏切りの魔女       | 浦谷千恵          | 浦谷千恵     | 浦谷千恵     | 勝井和子 | 10月15日      |
| Destiny 24 | 希望の光           | 芦野芳晴          | 山口賢一     | 山口賢一     | 勝井和子 | 10月22日      |
| Destiny 25 | 疑惑               | 吉田徹            | 吉田徹       | 吉田徹       | 勝井和子 | 10月29日      |
| Destiny 26 | バラバラな心       | 青木康浩          | 青木康浩     | 青木康浩     | 勝井和子 | 11月5日       |
| Destiny 27 | 滅亡の前兆         | 古屋勝悟          | 古屋勝悟     | 古屋勝悟     | 勝井和子 | 11月12日      |
| Destiny 28 | 総攻撃             | 安藤裕章          | 安藤裕章     | 野村和也     | 勝井和子 | 11月19日      |
| Destiny 29 | 真の魔導書         | 芦野芳晴          | 末永宏一     | 田村晃       | 勝井和子 | 11月26日      |
| Destiny 30 | レノンの正体       | 浦谷千恵          | 浦谷千恵     | 浦谷千恵     | 勝井和子 | 12月3日       |
| Destiny 31 | 切ない思い         | 芦野芳晴          | 千葉ゆみ     | 千葉ゆみ     | 勝井和子 | 2005年 1月7日 |
| Destiny 32 | 本当に守るべきもの | 青木康浩          | 青木康浩     | 青木康浩     | 勝井和子 | 1月14日       |
| Destiny 33 | パパは生きている   | 古屋勝悟          | 古屋勝悟     | 古屋勝悟     | 勝井和子 | 1月21日       |
| Destiny 34 | 約束               | 芦野芳晴          | 吉田徹       | 吉田徹       | 勝井和子 | 1月28日       |
| Destiny 35 | 崩壊               | 清水保行          | 清水保行     | 清水保行     | 勝井和子 | 2月4日        |
| Destiny 36 | 脱出               | 芦野芳晴          | 清水保行     | 清水保行     | 勝井和子 | 2月11日       |
| Destiny 37 | 終焉               | 青木康浩          | 青木康浩     | 長町英樹     | 勝井和子 | 2月18日       |
| Destiny 38 | 黒魔法             | 青木康浩          | 青木康浩     | 長町英樹     | 勝井和子 | 2月25日       |
| Destiny 39 | 光の魔法           | 芦野芳晴          | 千葉ゆみ     | 千葉ゆみ     | 勝井和子 | 3月18日       |
| Destiny 40 | 希望               | 芦野芳晴          | 芦野芳晴     | 野村和也     | 勝井和子 | 3月25日       |

## 魔法少女隊アルス THE ADVENTURE
番外編として「魔法少女隊アルス THE ADVENTURE」が制作されている。内容はシリアスな本編とは違い、妖精の活躍や魔法少女隊の日常などコミカルな要素を描いた全6作。
当初「天才ビットくん」の枠内で2005年夏季に放送予定と発表されていたが、その後予定が発表されることなく放送は未定のままだった。なお、キャラクターデザインの中山大輔は2006年11月13日、ブログでのファンの発言に対し、「2年ほど前に制作終了し完成しております。現在は放送局との契約が切れるまでの間寝かせている状態です。じきにお目にかかるものとおもいます。」とコメントしている。
その後2007年になってDVDが発売されることが公式サイト上にて明らかにされ、同年11月22日に各巻2話収録の単体版全3巻（アルス巻・シーラ巻・エバ巻）と、3巻をセットにした初回限定版のDVD-BOXが発売された。
なお、このDVDが発売されたのに合わせ、テレビで放送された本編を「ディスティニー編」と称するようになっている。
韓国、台湾では「Destiny編」と共に、本「THE ADVENTURE編」もTV放送されている。なお「Destiny編」と異なり、こちらは各1話ずつの放送である。また、放送順序が下記収録エピソードと異なり、「封印された心」が最終話「疾風怒涛の魔法少女隊」の前になっている。

### 収録エピソード
| 収録巻   | 話数 | サブタイトル         | 脚本              | 絵コンテ / 演出 / 作画監督          | 美術監督 |
| -------- | ---- | -------------------- | ----------------- | ----------------------------------- | -------- |
| アルス巻 | 1    | 魚になった魔法少女隊 | 片渕須直          | 安藤裕章、浦谷千恵 田村晃、野村和也 | 岡本有香 |
| アルス巻 | 2    | 封印された心         | 川邊優子          | 野村和也、千葉ゆみ                  | 岡本有香 |
| シーラ巻 | 1    | 妖精白書             | 川邊優子          | 青木康浩、長町英樹                  | 岡本有香 |
| シーラ巻 | 2    | 氷の魔女と氷炎の竜   | 片渕須直 田中栄子 | 古屋勝悟                            | 岡本有香 |
| エバ巻   | 1    | ドラゴンハウスの秘密 | 川邊優子          | 芦野芳晴、田村晃                    | 岡本有香 |
| エバ巻   | 2    | 疾風怒涛の魔法少女隊 | 片渕須直 田中栄子 | 吉田徹                              | 岡本有香 |

## 漫画
『ちゃお』（小学館）2004年5月号から2005年3月号まで『魔法少女隊アルス 見習い魔女講座』が2ページ漫画という形態で連載された。作者は陣名まい。ただしアニメの内容に沿った構成ではなく、少女向けのショートコミックという体裁をとっている。

## パチスロ
2011年9月に藤商事よりパチスロ（5号機）『マジカルスロット 魔法少女隊アルス』が発売され、ホールで稼働開始した。
「超・灼熱体感スロット」と銘打っており、300回転周期で訪れるリアルチャンスゾーンで発動する「スーパー・アタック・ラッシュ・タイム（SART）」、7が揃うことでARTが上乗せされる「マジカル7チャンス」、アニメで使われた映像を使用した予告演出や連続演出などが盛り込まれている。